# Валрико (Флорида)
Валрико (енгл. Valrico) насељено је место без административног статуса у америчкој савезној држави Флорида.

## Демографија
По попису из 2010. године број становника је 35.545, што је 28.963 (440,0%) становника више него 2000. године.
| Група             | 2000.         | 2010.          |
| Белци             | 5.298 (80,5%) | 24.660 (69,4%) |
| Афроамериканци    | 211 (3,2%)    | 3.096 (8,7%)   |
| Азијати           | 97 (1,5%)     | 1.396 (3,9%)   |
| Хиспаноамериканци | 844 (12,8%)   | 5.803 (16,3%)  |
| Укупно            | 6.582         | 35.545         |